# Anders Fransson
Jan Anders Helmer Fransson, född 13 mars 1942, är en svensk professor emeritus, bosatt i Holsljunga, Svenljunga kommun. Han är gift med före detta riksdagsledamoten Sonja Fransson. 
Fransson avlade filosofie kandidatexamen 1967, filosofie licentiatexamen 1972 och filosofie doktorsexamen 1978. Han var anställd vid Göteborgs universitet 1967–1989, som assistent 1967–1969, universitetslektor 1969–1974, forskarassistent 1974–1980, prefekt för psykologutbildningen 1975–1979, docent i pedagogik från 1979, universitetslektor 1980–1984, tillförordnad professor 1984–1986, universitetslektor 1986–1989 och prefekt för institutionen för pedagogik 1984–1989.
Fransson disputerade i pedagogik med avhandlingen Att rädas prov och att vilja veta : studier av samspelet mellan ängslighet, motivation och inlärning. Åren 1989-2001 var han rektor för Högskolan i Borås och var därefter verksam som professor vid högskolans institution för pedagogik. Fransson var redaktör för boken Hur Knallebygden fick sin akademi; en bok om Högskolan i Borås första 25 år som utkom i samband med högskolans 25-årsjubileum 2002. År 2014 utkom hans självbiografi "Mitt liv som Fransson".